# Chloroclystis calida
Chloroclystis calida là một loài bướm đêm trong họ Geometridae.